# William Copeland Borlase

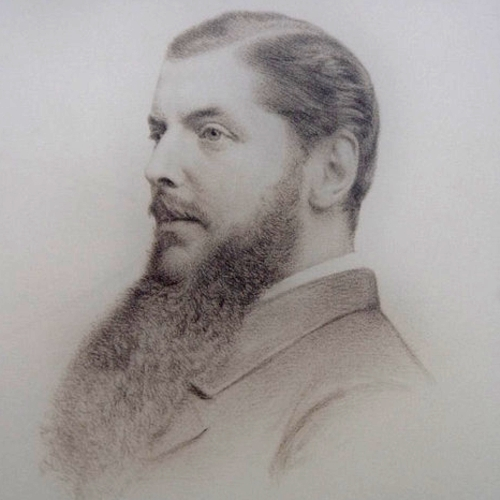
William Copeland Borlase ca. 1880

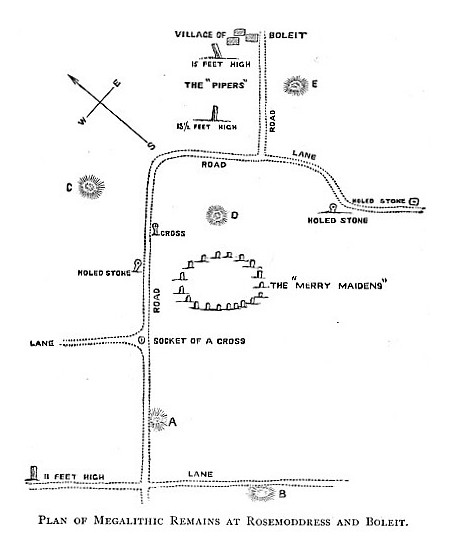
Radierung des Bezirks um die Merry Maidens

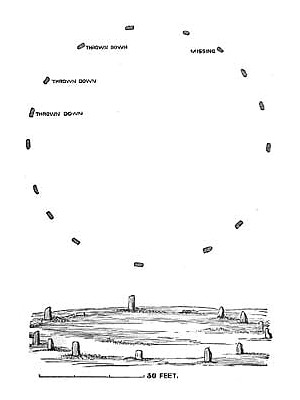
Radierung des Steinkreises von Tregeseal

William Copeland Borlase (* 1848 in Penzance; † 31. März 1899 in London) war ein englischer Altertumsforscher und Parlamentsmitglied (MP) im House of Commons.

## Leben und Werk
Borlase stammte aus einer alten kornischen Familie, die ihre Ahnenreihe bis in die Zeit der normannischen Eroberung Englands 1066 durch William I. zurückführen konnte. Die französischen Vorfahren hießen ursprünglich Taillefer, nannten sich aber wie damals üblich nach der Gegend, in der sie sich in Cornwall ansiedelten, Borlâs. Sein Ur-Ur-Großvater war der bekannte Naturforscher William Borlase.
Borlase besuchte zunächst in Winchester die Schule und studierte später am Trinity College in Oxford, wo er als Master of Arts abschloss. In seinen jungen Jahren beschäftigte er sich wie sein Urahn William Borlase für Ur- und Frühgeschichte der Grafschaft Cornwall und besuchte viele der prähistorischen Stätten, die schon der ältere Borlase beschrieben hatte. Darunter befanden sich folgende Megalithanlagen:
- Chûn Quoit
- Lanyon Quoit
- Mên-an-Tol
- Merry Maidens
- Mulfra Quoit
- Steinkreis von Tregeseal
- Steinkreis von Boskednan
- Trethevy Quoit
- Tregiffian
- Zennor Quoit

1863 überwachte er die Ausgrabungen der neu entdeckten prähistorischen Siedlung Carn Euny und fertigte dazu einen Grabungsbericht an. Die dort abgebildeten Radierungen schuf John Thomas Blight. 1870 ließ Borlase das Steingrab des Carn Gluze freilegen. In den folgenden Jahren veröffentlichte er zahlreiche Werke über frühzeitliche Kulturen in Cornwall und Irland und wurde Mitglied in der Society of Antiquaries of London.
1880 wurde er als Kandidat der Liberal Party für den Kreis von St Austell in Cornwall in das Unterhaus gewählt. 1886 wurde er zum parlamentarischen Sekretär des Local Government Board ernannt. In der Folgezeit verschuldete sich Borlase aufgrund seines geldintensiven Lebenswandels. Die Offenlegung seiner Schulden durch seine portugiesische Geliebte verursachte einen Skandal, woraufhin ihn seine Familie enterbte. Borlase starb mit 50 Jahren in London.

## Veröffentlichungen
- Naenia Cornubiae: a descriptive essay, illustrative of the sepulchres and funereal customs of the early inhabitants of the county of Cornwall. London 1872, ISBN 9781897853368.
- Sunways: a record of rambles in many lauds. Plymouth 1878, ISBN  978-1176370807.
- The descent, name and arms of Borlase of Borlase in the county of Cornwall: with a chart pedigree and illustrations. London 1888, ISBN 9781297038167.
- The Age of the Saints: a monograph of early christianity in Cornwall with the legends of the Cornish saints and an introduction illustrative of the ethnology of the district. 2 Bände, Truro 1893/1895, ISBN 9781897853863.
- The Dolmens of Ireland, Their Distribution, Structural Characteristics, and Affinities in Other Countries: Together With the Folk-Lore Attaching to Them and Traditions of the Irish People. Vol I – III. London 1897, ISBN 9780543784445 (Online).
- Tin-mining in Spain past and present. London 1898, ISBN 978-1241528065.